# 刘秀攻关中、洛阳之战
刘秀攻关中、洛阳之战，西汉更始二年（24年）冬至东汉建武三年（27年）三月，刘秀击破更始、赤眉，西取关中、南取洛阳。
24年冬，赤眉军分两路进攻长安。刘秀想要防止关中、河洛归入他人，决定在赤眉西攻长安时，平定河北，消灭河内郡、河东郡的更始军，而后攻取长安、洛阳，削平群雄，统一天下。他派邓禹为前将军，率兵二万西征，夺取关中；派寇恂为河内郡太守，负责补给兵马粮食器械；派冯异为孟津将军，率魏郡、河内郡部众防守孟津，防备洛阳的朱鲔、李轶北上；自已进击元氏县的尤来、大枪、五幡等农民军。
25年正月，邓禹率军由野王县出发，沿黄河北岸向西进军，攻下箕关，进入河东郡，围攻安邑县，没有攻克。更始大将军樊参前来救援。六月，邓禹在解县击斩樊参。再击败王匡、成丹等率领的十余万兵马，于是平定河东。七月，邓禹在汾阴之西渡黄河，在衙县击败更始中郎将公乘歙率领的十万余兵马。九月，占領栒邑，进取上郡、北地郡、安定郡，然后两次攻打长安，都没有成功。
孟津的冯异攻打洛阳的更始守将朱鲔、李轶、武勃。冯异写信给李轶，劝他投降，李轶表示动摇。冯异用驻扎河上的军队北攻天井关，占领上党郡，南渡黄河，攻占成皋等十三县，十余万更始兵马投降。朱鲔知道李轶勾结刘秀，派人刺杀李轶，分兵两路渡过黄河，进攻河内郡，在温县、平阴县被寇恂、冯异击败，只好退守洛阳。刘秀大军攻下洛阳周边的颍川郡、汝南郡、涅阳县、穰县、新野县，孤立洛阳。七月，刘秀派耿弇、陈俊屯守五社津，派吴汉为大司马，率领岑彭等十一将围攻洛阳，数月没有攻克。刘秀派岑彭去劝说朱鲔，保证投降后，对当初朱鲔参与谋害刘秀大哥刘伯升之事既往不咎。朱鲔归降刘秀。洛阳攻克。刘秀建都洛阳。
刘秀主力转移关中，对付赤眉军。派冯异为征西大将军，讨伐赤眉军和割据关中的延岑军。冯异进军华阴，侯进屯守新安，耿弇屯守宜阳。26年十二月，冯异与赤眉军在华阴交战，相持六十天，战斗几十次，赤眉兵马归降五千余人。邓禹东归大败于赤眉军，冯异率军救援也战败。27年闰正月，冯异击败赤眉军，追到崤底，赤眉军八万余人归降。三月，赤眉余部十万余人在宜阳被刘秀大军包围，全部投降。冯异进入关中，抵达上林苑屯兵。在蓝田称王的延岑后来进攻冯异，被击败。延岑通过武关逃往南阳郡。